# Хеек
Хеек (нем. Heek) — община в Германии, в земле Северный Рейн-Вестфалия.
Подчиняется административному округу Мюнстер. Входит в состав района Боркен. Население составляет 8341 человек (на 31 декабря 2010 года). Занимает площадь 68,98 км².
Община подразделяется на 2 сельских округа.